# Orthasterias koehleri
Orthasterias là tên của một chi sao biển thuộc họ Asteriidae. Chi này chỉ bao gồm một loài duy nhất là Orthasterias koehleri, người ta phát hiện loài này ở phía bắc của Thái Bình Dương.

## Mô tả
Orthasterias koehleri là loài có kích thước lớn, khi trưởng thành, đường kính của nó có thể lên đến 50 cm và chiều dài khoảng 21 cm. Chúng thường có 5 cánh, mặt trên có màu hồng hoặc đỏ với những mảng màu hoặc sọc màu ngẫu nhiên có màu đỏ đậm, cam hoặc xám. Mặt trên có nhiều gai nhọn màu trắng hoặc màu hoa cà, mỗi cái có nhiều chân kìm nhỏ (một cấu trúc giống như càng của cua).

## Môi trường sống và phân bố
Người ta phát hiện chúng sinh sống ở những khu vực phía bắc của Thái Bình Dương, từ Alaska đến California ở độ sâu khoảng 250 mét. Cũng có nhiều người nhìn thấy chúng sống trên những ngọn đồi, núi ngầm ở những vùng biển xa ngoài khơi. Chúng sống ở nhiều môi trường khác nhau, đó là những vùng nước có đáy là cát hoặc bùn, có thể trên tảo hay trên đá.

## Sinh thái học
Chúng là loài săn mồi nên thức ăn là các loài động vật không xương sống như các loài thuộc lớp Chân bụng, sao sao, các loài thân mềm hai mảnh vỏ, các thuộc ngành Tay cuộn và thuộc lớp Polyplacophora, con hà và sâu biển. Ở Alaska, loài trai biển tên Humilaria kennerleyi là thức ăn ưa thích của loài sao biển này. Đầu tiên, Orthasterias koehleri sẽ đào chất nền lên, khi tìm được loài trai này, nó sẽ tách vỏ chúng ra, đưa dạ dày của mình vào bên trong để tiết enzyme tiêu hóa lên đó. Khi tiết đủ, nó sẽ đưa dạ dày vào bên trong lại và bắt đầu ăn.
Thi thoảng, loài Solaster dawsoni với kích thước nhỉnh hơn sẽ tấn công chúng. Và chúng tự vệ bằng cách dùng các cánh của nó cuộn Solaster dawsoni lại và bắt đầu cấu nó bằng vô số chân kìm nhỏ.